# Лутта, Айно Семёновна
А́йно Семёновна Лу́тта (родилась 10 октября 1902 года, дер. Малое Рейзино, Царскосельский уезд, Санкт-Петербургская губерния, Российская империя — умерла 17 августа 1982 года, Петрозаводск, Карельская АССР) — советский паразитолог и энтомолог, специалист по экологии кровососущих членистоногих, доктор биологических наук, заслуженный деятель науки Карельской АССР и РСФСР.

## Биография
Родилась в деревне Малое Резино под Санкт-Петербургом 10 октября 1902 года в крестьянской семье. После окончания педагогического техникума с 1919 года работала учителем в сельской школе. В 1925 поступила в Ленинградский педагогический институт. После его окончания в 1928 году поступила в аспирантуру к Валентину Александровичу Догелю при Петергофском биологическом институте. В 1931 году получила звание доцента и была направлена на работу в Карельский государственный педагогический институт. В 1932 году становится первым деканом биологического факультета и заведует кафедрой зоологии. Благодаря усилиям Лутты при факультете был создан зоологический музей. В 1935 году возвращается в Ленинград. В 1937 году защищает кандидатскую диссертацию по теме «Динамика запасных питательных веществ у паразитических червей в зависимости от цикла их развития». В начале войны была эвакуирована в Среднюю Азию. С 1941 по 1943 год исполняла обязанности заведующего кафедрой зоологии Ставропольского зооветеринарного института, эвакуированного в Казахстан. С 1943 по 1949 год работала в Институте ботаники и зоологии АН Узбекской ССР в Ташкенте. После возвращения в Карелию создаёт в 1949 году в Карело-Финском филиале АН СССР лабораторию паразитологии. С 1952 по 1954 годы занимает на пост заместителя Председателя Президиума филиала. С 1951 по 1953 годы была депутатом Верховного Совета Карело-Финской ССР. В 1953 году при её активном участии при филиале создан Институт биологии, по её рекомендации директором института назначают Юрия Ивановича Полянского. В 1968 году она защитила докторскую диссертацию по слепням Карелии. Умерла 17 августа 1982 года в Петрозаводске.

## Научные достижения
Лутта внесла вклад в понимание эколого-физиологических аспектов жизнедеятельности партеногенетического поколения трематод моллюсков. Проведены исследование влияние на состояние нематод паразитирующих у цыплят состава пищи и условий содержания хозяина. В ходе экспедиции на Аральское море, ей удалось выяснить причину массовой гибели аральской популяции шипа. Депопуляция произошла в результате занесения в Аральское море патогенной жаберной моногенеи Nitzschia sturionis. Работая в годы войны в Средней Азии, Лутта занимается изучением фауны слепней и их участием в переносе трипаносомозов лошадей. В Карелии под руководством Лутты были развёрнуты обширные исследования паразитических членистоногих. Были изучена роль иксодовых клещей в переносе возбудителей клещевого энцефалита, бабезиоза и туляремии. Выявлена фауна и региональные особенности экологии слепней, кровососущих комаров, мошек и мокрецов. Особенное внимание в работах Лутты было уделено изучению личиночной стадии развития слепней.

### Награды и звания
- заслуженный деятель науки Карельской АССР (1967)
- заслуженный деятель науки РСФСР (1970)
- орден «Знак почета»

## Публикации
Айно Семёновна Лутта автор более 200 научных работ, в том числе:

### Монографии
- Лутта А. С., Хейсин Е. М., Шульман Р. Е. Иксодовые клещи КАССР и меры борьбы с ними. — Петрозаводск: Госиздат Карельской АССР, 1959. — 68 с.
- Лутта А. С. Борьба с гнусом - кровососущими двукрылыми насекомыми в условиях Севера. — Петрозаводск: Госиздат Карел. АССР, 1961. — 47 с.
- Лутта А. С. Слепни Карелии (Diptera, Tabanidae). — Л.: Наука, 1970. — 303 с.
- Лутта А. С., Быкова Х. И. Слепни (сем. Tabanidae) Европейского Севера СССР / Ответственный редактор А. С. Лутта. — Ленинград: Наука, 1982. — 184 с.

### Статьи
- Догель В. А., Лутта А. С. О гибели шипа на Арале в 1936 году // Рыбное хозяйство : журнал. — 1937. — № 12. — С. 26—27. — ISSN 2074-5990.
- Бобровских Т. К., Лутта А. С., Сорокина В. В. К методике изучения биологии комаров рода Aedes в условиях южной Карелии // Паразитология : журнал. — 1974. — Т. 8, № 3. — С. 234—236. — ISSN 0031-1847.
- Лутта А. С. К распространению и биологии Heptatoma pellucens в Карельской АССР (сем. Tabanidae) // Паразитология. — 1976. — Т. 10, № 1. — С. 53—55. — ISSN 0031-1847.
- Лутта А. С., Быкова X. И. К изучению слепней (Tabanidae) Вологодской области. С. 239-241. // Паразитология : журнал. — 1983. — Т. 17, № 3. — С. 239—241. — ISSN 0031-1847.
- Лутта А. С. Экологические особенности распространения слепней (Diptera, Tabanidae) в Узбекистане // Энтомологическое обозрение : журнал. — 1965. — Т. 44, № 3. — С. 595—604. — ISSN 0367-1445.